# Кемерово (аэропорт)
Международный аэропорт Кемерово имени А. А. Леонова — международный аэропорт федерального значения класса «Б» в городе Кемерово.

## Общая информация
Международный аэропорт Кемерово находится в черте одноимённого города, в 8 км к югу от его центра. Осуществляет как внутренние, так и международные авиарейсы.
Аэропорт носит имя уроженца Тисульского района Кемеровской области — Кузбасса лётчика-космонавта Алексея Леонова.
Располагает одной взлётно-посадочной полосой с искусственным покрытием класса «Б» размером 3200х60 метров. Классификационное число взлётно-посадочной полосы (PCN) 45/R/A/W/T.
Имеет допуск на приём следующих воздушных судов: DC-10, А319, А320, А321, А310, А330, B737, В747, В757, В767, Ил-96, Ил-76, Ил-62М, Ту-214, Ту-204, Ту-154, Ту-134, Ан-124, Ан-148, Ан-74, Ан-30, Ан-26, Ан-24, Ан-12, Як-42, Як-40, ATR-42, ВАе-146, ВАе-125, Bombardier CRJ 100/200 и модификации этих типов воздушных судов, а также другие типы ВС 3 и 4 классов, вертолёты всех типов.
В сезон 2019/20 годов из аэропорта Кемерово выполняются внутренние рейсы в Москву и Красноярск и международные рейсы в Таиланд, Вьетнам и Турцию, а также на остров Хайнань (Китай).
Транспорт:
До аэропорта курсируют два автобусных маршрута: 101 и 126. Перевозка пассажиров осуществляется на автобусах ЛиАЗ-6213, НефАЗ-5299.
Ранее маршруты обслуживались автобусами Икарус-260, Икарус-280, ЛиАЗ-677 и другими. В 1970-е — 1980-е годы 101-й маршрут обслуживался только автобусами Икарус-260, на бортах которых была нанесена надпись «Аэрофлот». Так, в кемеровскую автоколонну 1237 специально из Венгрии прибывали новые Икарусы-260 для обслуживания 101-го маршрута.

## Терминал
В аэропорту Кемерово имеются два терминала — внутренний и международный, бизнес зал и VIP. Таможенная служба, гостиница. Грузовой терминал. Аэропорт Кемерово имеет аэровокзал внутренних воздушных линий (пропускная способность — 460 пассажиров в час, ранее — 200) и международных воздушных линий (200 пассажиров в час).

## История
Начал работу в 1960 году. Первоначально рейсы выполнялись на самолётах Ил-18 с 15 сентября 1962 года до конца 1970-х годов.
С середины 1970-х годов начались беспосадочные перелёты на самолётах Ту-154 по маршрутам Кемерово — Москва, Кемерово — Сочи и другие. В 1980—1990-е годы из аэропорта Кемерово выполнялись рейсы по следующим направлениям: Москва, Сочи, Краснодар, Минеральные Воды, Петропавловск-Камчатский, Норильск, Нижневартовск, Магадан, Иркутск, Ростов-на-Дону, Красноярск (Емельяново), Новосибирск, Новокузнецк, Бийск, Абакан, Братск, Бишкек и другие.
В начале 1990-х годов власти Кемеровской области начали реконструкцию аэропорта Кемерово для придания ему статуса международного. Для этого было начато строительство новой взлётно-посадочной полосы, способной принимать широкофюзеляжные лайнеры международного класса, в 1995 году был построен отдельный терминал для международных рейсов. Строительство ВПП и международного терминала вела Югославская СК Планум . Планировались регулярные международные рейсы в Пекин, Стамбул и другие. Однако, в 1997 году со сменой губернатора Кузбасса строительство полосы было заморожено на стадии готовности в 60 %.
В начале 1999 года стройку возобновили, и в декабре 2001 года новая ВПП протяжённостью 3200 метров была торжественно открыта, аэропорт смог принимать воздушные суда типа Ил-96 и Боинг-747, и ему был придан статус международного. При этом ВПП была передана в федеральную собственность в счёт задолженности Кемеровской области перед федеральным правительством на 830 млн рублей, в марте 2002 года аналогичным образом за долги на сумму 327 млн рублей в федеральную собственность были переданы здание международного терминала площадью 4000 м² и некоторые другие объекты. Ещё в 1990-х годах в качестве перронного автобуса использовался автоприцеп АППА-4, позже брали в аренду автобусы из Кемеровского ПАТП-3, а в 2006 году в рамках губернаторской программы «Транспорт» поступил специальный аэропортовый автобус ЛАЗ АХ183 «AeroLAZ». До финансового кризиса 2008—2009 годов в рамках развития туризма в области планировалось создание на базе международного аэропорта Кемерово региональной авиакомпании с использованием самолётов Ил-114. Предполагались регулярные рейсы в Красноярск, Екатеринбург, Алма-Ату, Ташкент, Горно-Алтайск, а также развитие местных авиалиний.
Весной 2012 года в расписании присутствовало лишь два внутренних рейса на Москву — «Аэрофлот» (Шереметьево) и «S7 Airlines» (Домодедово). При этом в 1996—2003 годах в модернизацию аэропорта (реконструкция ВПП, строительство терминала международных авиалиний) были вложены значительные финансовые средства. В 2011—2012 годах экс-губернатор Кемеровской области — Кузбасса А. Г. Тулеев неоднократно обращался в Федеральную Антимонопольную службу с требованием проверить правомерность некоторых аспектов в деятельности аэропорта. По мнению Тулеева, наблюдалась завышенная стоимость тарифов. В частности, по мнению губернатора области, незаконно повышали тарифы на авиаперевозки компании «Аэрофлот», а также «S7».
В декабре 2012 года «Международный аэропорт Кемерово» переименован в «Международный Аэропорт Кемерово имени Алексея Архиповича Леонова».
В августе 2013 года стали летать самолёты Сессна-208 в Толмачёво авиакомпании «ТомскАвиа». В 2016 году запущен прямой рейс в Санкт-Петербург.
С 2016 находится под управлением компании «Новапорт». В 2018 году аэропорт запустил услугу Fast Track (ускоренное прохождение предполётных формальностей индивидуально в сопровождении сотрудника аэропорта).
23 мая 2021 года был открыт новый терминал кемеровского аэропорта площадью 39 000 м², в том числе 11 635 м² — терминал внутренних воздушных линий. Проектная пропускная способность терминала составляет около 460 пассажиров в час. Внутри он выполнен в космическом стиле. Потолок за счёт освещения напоминает звёздное небо, смонтировано около 5 тыс. ламп. Также в здании установлен макет космического корабля «Восход-2», который отсылает на полёт Алексея Леонова и его выход в открытый космос. Новый терминал был построен в сжатые сроки, на базе старого терминала планируется организовать интерактивный музей Алексея Леонова. Однако, через пару дней пассажиры аэропорта заметили ряд проблем: отсутствие туалетной бумаги, вместе с мылом и замками для кабинок и не работающие USB — зарядники у сидений.
Запланирована реконструкция взлётно-посадочной полосы с 2022 года.
- Интерьеры нового терминала в 2022 году
- Спускаемый аппарат корабля Союз ТМА-22
- Зал регистрации
- Макет сооружений в зале регистрации
- Макет корабля Восход-2

## Авиакомпании и направления
На 2025 год из терминала внутренних линий аэропорта можно улететь по следующим направлениям:
Из терминала международных линий аэропорта осуществляются только чартерные рейсы.

## Показатели деятельности
|                                 | 2011    | 2012    | 2013    | 2014    | 2015    | 2016    | 2017   | 2018   | 2019   | 2020   | 2021   | 2022   | 2023 |
| ------------------------------- | ------- | ------- | ------- | ------- | ------- | ------- | ------ | ------ | ------ | ------ | ------ | ------ | ---- |
| Обслужено пассажиров, тыс. чел. | ▲ 365,2 | ▲ 383,1 | ▲ 485,6 | ▼ 464,7 | ▼ 347,4 | ▼ 268,6 | ▲398,0 | ▲494,3 | ▲512,9 | ▼297,2 | ▲564,0 | ▼499,9 | 470  |
| Обработано грузов и почты, тонн | ▼ 5541  | ▲ 5725  | ▼ 5650  | ▲ 5747  | ▼ 2280  | ▼ 2190  | ▲3707  | ▼ 1322 | ▲1325  | ▼ 969  | ▲1237  |        |      |

Основные показатели за 2024 год: пассажиропоток 507 760 пассажиров (▲9%), выручка 1,1 млрд. руб. (▲31%), чистый убыток (по РСБУ) 44,4 млн. руб. (▲68%).

## В искусстве
- Кемеровский аэропорт является одним из тех, где запрашивает возможность аварийной посадки экипаж попавшего в нештатную ситуацию самолёта в фильме «Размах крыльев».

## Ближайшие аэропорты в других городах
- Томск (136 км)
- Новокузнецк (170 км)
- Новосибирск (Толмачёво) (222 км)
- Барнаул (270 км)
- Абакан (296 км)
- Горно-Алтайск (368 км)
- Красноярск (Емельяново) (414 км)